# Abbaye Notre-Dame de la Vieuville
L’abbaye Notre-Dame de la Vieuville est une abbaye située en Ille-et-Vilaine entre Epiniac et Baguer-Pican, au lieu-dit la Vieux Ville de la commune d'Epiniac. Elle est fille de l'abbaye de Savigny, canton de Saint-Hilaire-du-Harcouët dans le sud de la Manche.

## Architecture et description
Il ne reste que peu de choses du cloitre et de l'abbatiale, les tombeaux eux-mêmes ont disparu, enfouis peut-être ou brisés. Les gisants des seigneurs de Combourg et de Landal, qui avaient fait de cette église leur petit Saint-Denis ne sont plus. Il ne subsiste plus de cette brillante abbaye cistercienne qu'une vieille salle voutée remontant au XIIe siècle, la salle funéraire d'un abbé inconnu de banals bâtiments du XVIIe siècle. Il y eut quarante-cinq abbés, depuis le fondateur Robert, en 1137, jusqu'à Jean-Baptiste de la Bintinaye que la Révolution française démit en 1790.
L'abbaye fait l'objet d'une inscription au titre des monuments historiques depuis le 14 janvier 2002.

## Histoire
Un Geoffroy de la Chapelle paraît dans la fondation de l'abbaye le 29 août 1137, aux côtés de Gilduin, seigneur de Dol fils d'Hamon qu'ils donnèrent aux moines de l'abbaye de Savigny.
Le pape Alexandre III, désigne Guillaume, abbé de l'abbaye Notre-Dame du Tronchet, comme adjoint de Pierre Giraud, évêque de Saint-Malo pour trancher un différend entre les moines de l'abbaye Notre-Dame de la Vieuville et des particuliers : Guillaume Jourdan et Ruellon Baudouin de la paroisse de Baguar.
Le peintre Valentin Louis Doutreleau la représenta dans plusieurs de ses compositions.

## Filiation et dépendances
Manasser et Guillame de Meillac, tous deux fils de Gauthier, dit Tusser de Meillac, sont cités comme donateurs dans l'acte de fondation de l'abbaye de Vieuville en 1137. Avec leur sœur, Dameta, ils firent, en 1147, don à l'abbaye de Vieuville de la chapelle et fief de Nazareth, avec 80 arpents de terre et différents droits d'usage dans leurs bois.
Notre-Dame de la Vieuville est fille de l'abbaye de Savigny. Une donation au profit de l'abbaye est confirmée en 1170 par Jean, évêque de Dol, dont Guillaume, abbé de l'abbaye Notre-Dame du Tronchet est le témoin en sa qualité d'abbé.

## Propriétés, revenus et dépenses

### Fiefs, terres, et bois

#### Fief de la Cour Bague
1252 - Geoffroy de Porcon du consentement de W. de Porcon son frère aîné donna l'abbaye à ses tenanciers Robert Fabre et Jeanne sa femme, fille de Pierre avec toute leur tenue sise en la paroisse au terroir de la Cour Bague.
1294- Havoise veuve de Geoffroy de Porcon, de concert avec ses enfants : Henri, Thomas, Pierre et Marguerite, confirma cette donation en renonçant en faveur des moines à toute prétention sur le fief de la Cour Bague en la paroisse de Saint-Ideuc

## Armoiries

Blason de l'abbaye (1697).

« D'argent écartelé d'un filet de sable, à une tour de gueules en chaque quartier. »

### Sources
- Tony Le Montreer, Les Curiosités du pays de Dol, 1947, 80 p. (OCLC 459589256).
- Paul Banéat, Guillotin de Corson, Hubert Guillotel : base Mérimée de la Drac d'Ille-et-Vilaine : inventaire électronique[réf. incomplète].